# エアスピネル
エアスピネル（欧字名:Air Spinel、2013年2月10日 - ）は、日本の競走馬。主な勝ち鞍に2015年のデイリー杯2歳ステークス、2017年の京都金杯、富士ステークス。
馬名の意味は、冠名＋タイに伝わる伝説の竜の形をした馬。

## 競走馬時代

### 2歳（2015年）
2015年9月12日、阪神第5レース（阪神競馬場芝1600m）でデビューし、単勝1.9倍の1番人気に推される。パドックでは馬っ気を出すなど幼い面も見せていたが、レースでは3番手を進み、最後の直線でハリケーンバローズが外から並びかけようとするところを突きはなし、2馬身差で快勝。タイムは1分34秒5であった。
新馬戦後の9月17日、エアスピネルは宮城県にある山元トレーニングセンター（以下山元トレセン）に放牧に出された。調教師の笹田は、「秋が深まった頃に復帰」とコメントした。
2戦目は11月14日、京都のデイリー杯2歳ステークス（京都競馬場芝1600m、GII）に出走。雨が降り、稍重の馬場状態の中で開催された。1番人気こそデビュー3連勝中で中京2歳ステークス（オープン）と小倉2歳ステークス（GIII）を制したシュウジに譲ったものの、レースでは逃げるシュウジをマークする展開のあと、最後の直線で肩ムチを一発入れただけでシュウジをあっさりかわし、2連勝を飾った。
3戦目となった12月20日の朝日杯フューチュリティステークス（以下朝日杯FS。阪神競馬場芝1600m、GI）は、母エアメサイアの主戦を務め、エアスピネルのデビューから3戦続けて騎乗する武豊の史上初JRAGI全制覇なるかどうかという一戦であり、単勝1.5倍の圧倒的な1番人気に支持された。レースでは中団を進み、最後の直線残り300mで持ったまま先頭に立つ。そこから他馬を引き離すも大外から2番人気リオンディーズの強襲に遭い、残り100mあたりで並ばれ、残り50メートル地点で差し切られ2着。GI制覇には3/4馬身及ばなかった。しかし3着シャドウアプローチに4馬身差つけており、負けてなお強しという内容だった。奇しくも、10年前の2005年に行われた第66回優駿牝馬（オークス）でリオンディーズの母シーザリオがエアメサイアを後方からゴール寸前で差し切ったのと似た結末となり、大記録を逸した武は「そこまでお母さんに似なくていいのにね」とコメントした。
朝日杯FS後は山元トレセンへ放牧に出され、クラシック一冠目、皐月賞を目指すことが発表された。
0

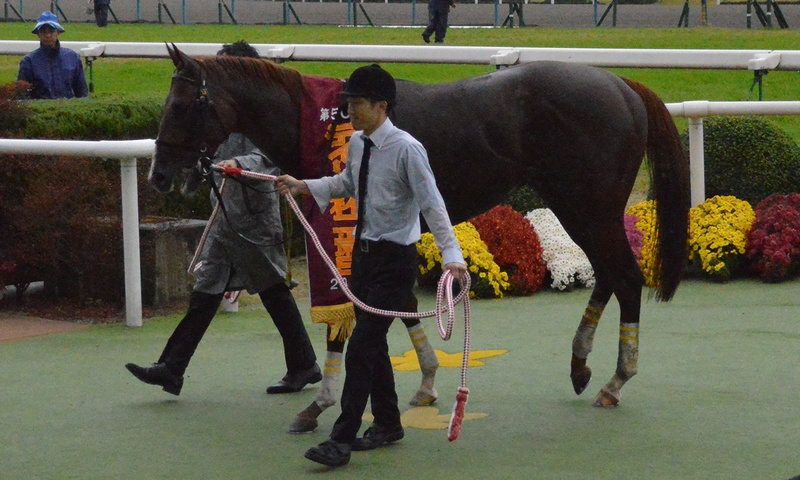
デイリー杯2歳S
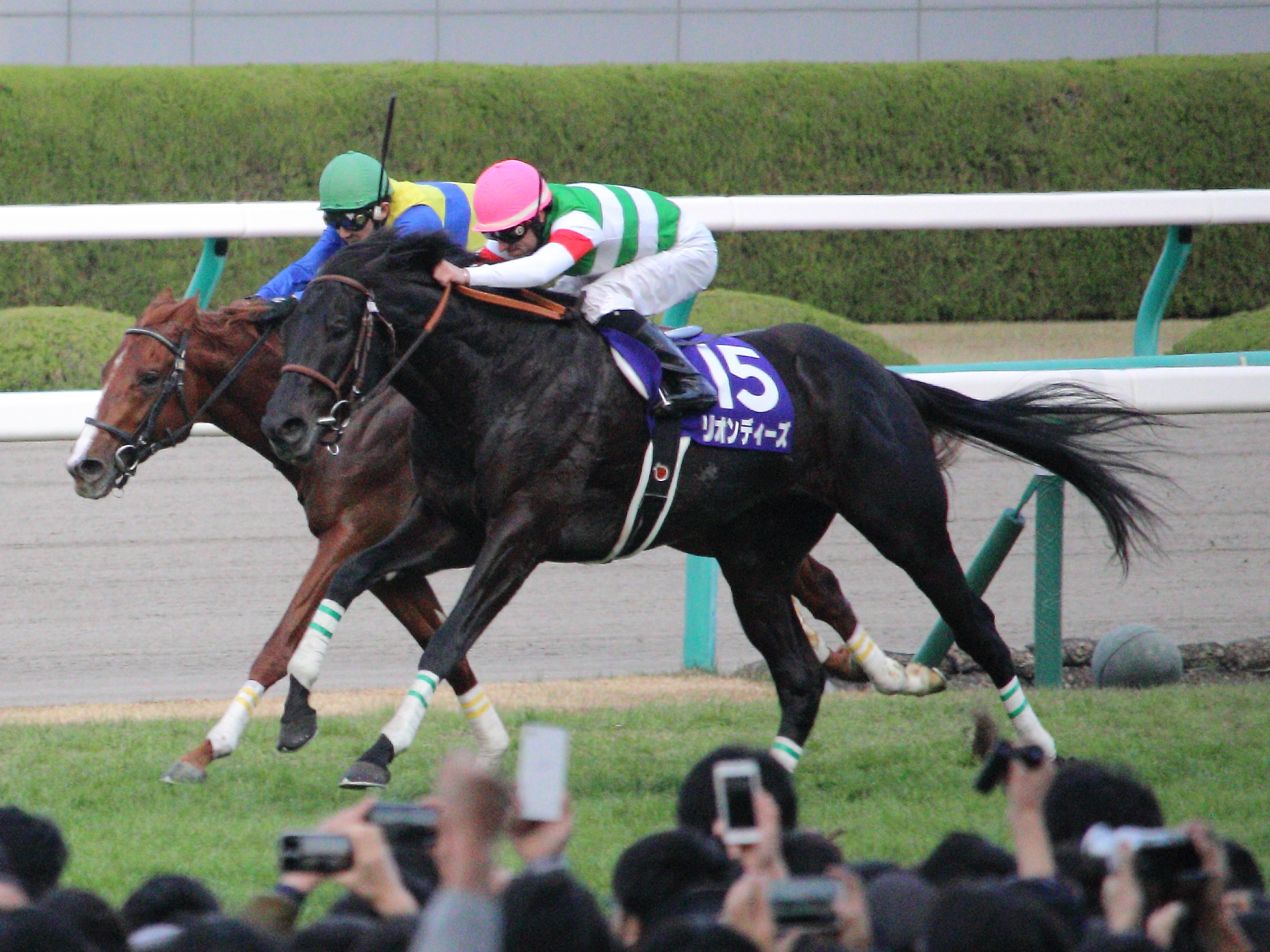
朝日杯FS、直線交わされるエアスピネル(緑帽)

### 3歳（2016年）

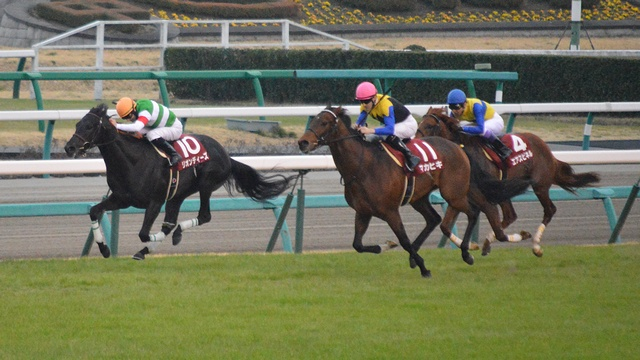
3強決着となった弥生賞(右）

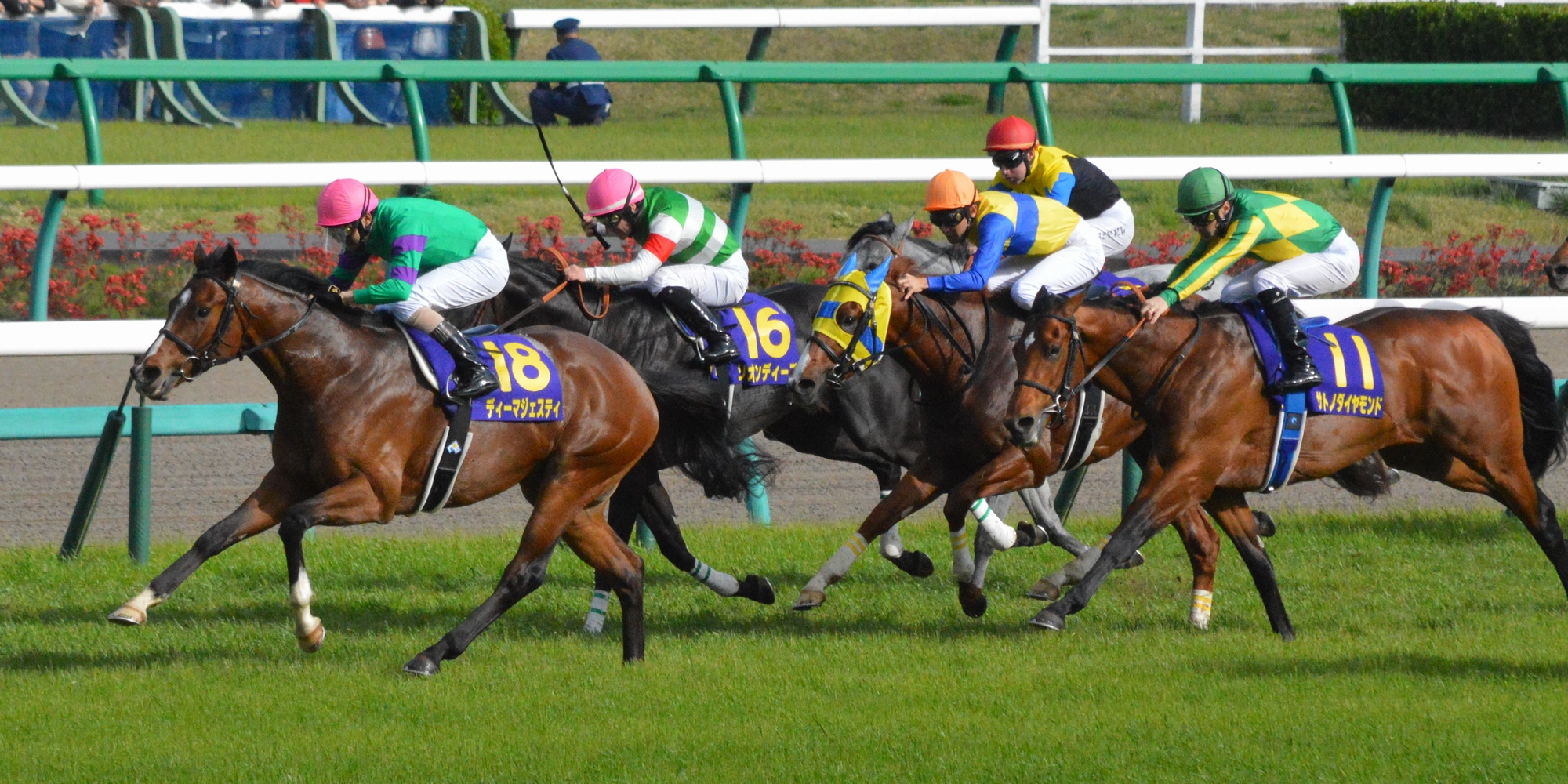
皐月賞、交わされるエアスピネル（橙帽)

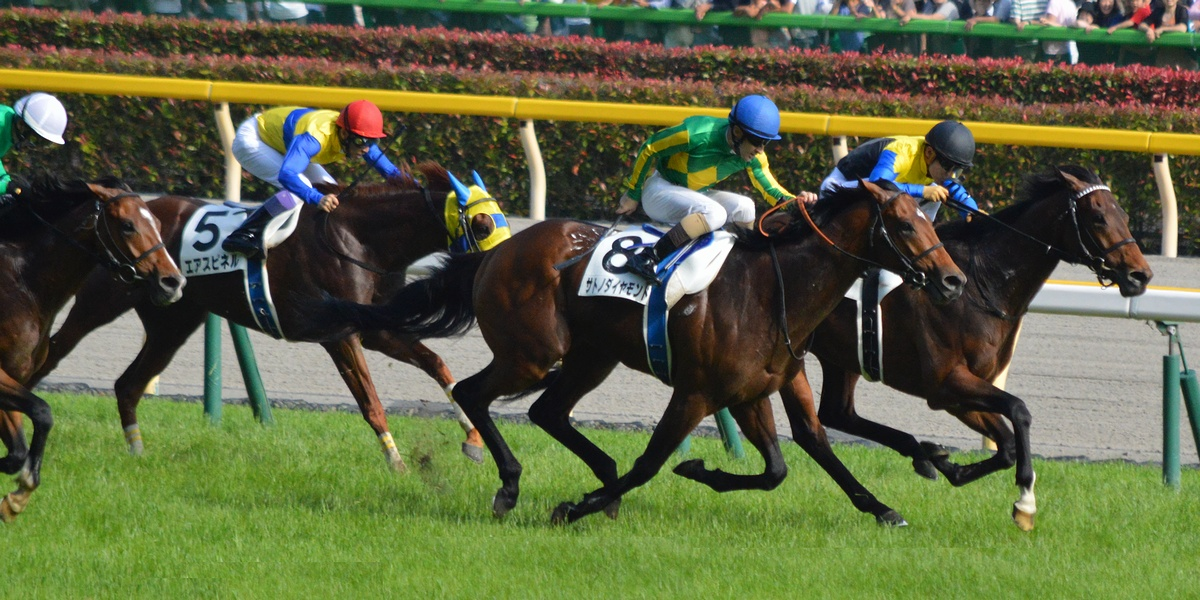
東京優駿、エアスピネル（赤帽)

年内初戦として、皐月賞トライアルの弥生賞（中山競馬場芝2000m、GII）に出走。このレースでは、朝日杯FS覇者の1番人気リオンディーズ（1.9倍）、2連勝で若駒Sを勝った2番人気マカヒキ（2.6倍）、そしてエアスピネル（4.2倍）の3頭が人気を分け合い、4番人気タイセイサミットのオッズ20.8倍が示す通り3強の争いとなった。エアスピネルは先団に位置し、直線では3強の争いになったが、途中からマカヒキとリオンディーズが競り合う形となり、エアスピネルはそれについていくも上位2頭から2馬身離れた3着に終わった。3着以内に与えられる皐月賞の優先出走権は得た。
迎えたクラシック三冠第1戦・皐月賞（中山競馬場芝2000m、GI）に4番人気で出走。また、初めてメンコを着用しての臨戦となった。レースでは、先行策をとり直線に入るときには3番手と早めにスパートをかけた。しかし迎えた直線、先に先頭に立ったリオンディーズと並んだ際リオンディーズが斜行しエアスピネルは不利を受ける。その頃後方から鋭い脚で伸びてきた8番人気の共同通信杯馬ディーマジェスティに交わされ、またマカヒキやきさらぎ賞馬サトノダイヤモンドにも交わされリオンディーズとの4着争いの末5位で入線したが、審議になった。約15分の審議の末、最後の直線でリオンディーズがエアスピネルに馬体を寄せに行った際に進路妨害したとして、4位入線のリオンディーズは5着に降着、そこからハナ差で5位入線のエアスピネルは4着に繰り上がりとなった。降着が適用されたのは2013年に降着制度が変更されてから、GIでは初の事例となった。
続く日本ダービー（東京競馬場芝2400m、GI）では3連敗を喫したこともあり7番人気と評価を落とした。レースでは常時単独5番手に付け最終コーナーでは徐々に前へ詰めていった。最後の直線では隙を見つけそこから先頭に立ち、そのまま残り100m地点まで粘るも、追い込んできたマカヒキやサトノダイヤモンド、ディーマジェスティに交わされ4着。その結果について、騎乗した武は「生まれた年が悪かった。」とコメントした。
日本ダービーの後は、山元トレセンへ放牧に出された。その後、神戸新聞杯からクラシック三冠第3戦・菊花賞に向かうことが発表された。
秋初戦となった菊花賞トライアルの神戸新聞杯（阪神競馬場芝2400m、GII）ではエアスピネルは、少し差の開いた2番人気に支持された。レースでは、珍しく鞍上の武が後方待機策を選択。しかし最後の直線で思うように伸びず5着に敗れた。
そして迎えたクラシック三冠のラスト一冠、菊花賞（京都競馬場芝3000m、GI）。単勝オッズは1番人気のサトノダイヤモンドが2.3倍、2番人気のディーマジェスティが3.2倍、3番人気のカフジプリンスが11.7倍と、完全な2強ムードとなった。エアスピネルは3000mという距離への不安がささやかれ、20.5倍の6番人気と評価を低くしてしまった。レースでは、スタートしてすぐ鞍上の武豊が、内に入れる好騎乗を見せたが、エアスピネルは道中かかってしまう。常時3番手をキープし迎えた最後の直線では、先に抜け出したサトノダイヤモンドを追走する形となった。ディーマジェスティは振り切ったものの、レインボーラインにゴール前交わされ3着となった。

### 4歳（2017年）

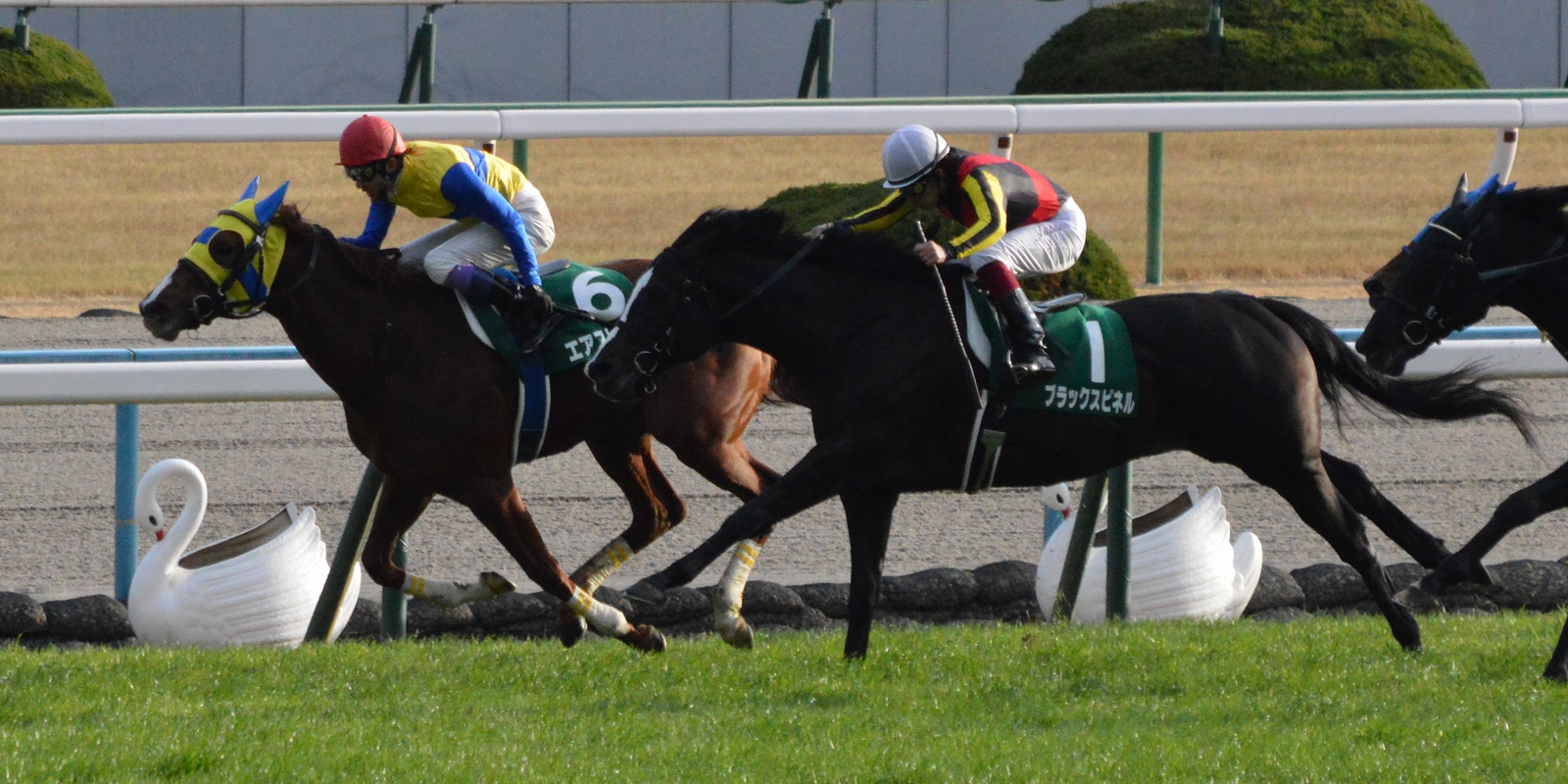
京都金杯

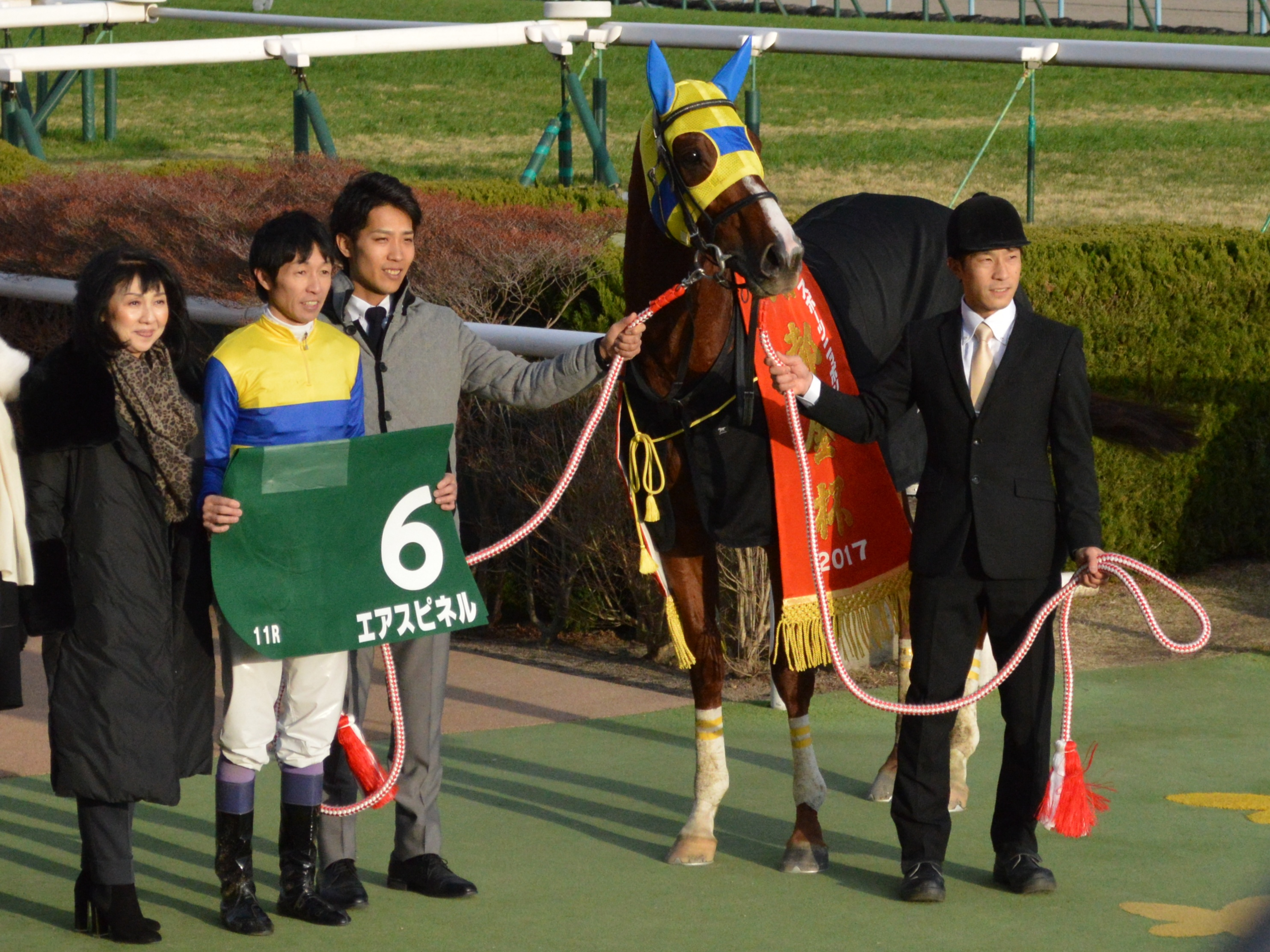
表彰式

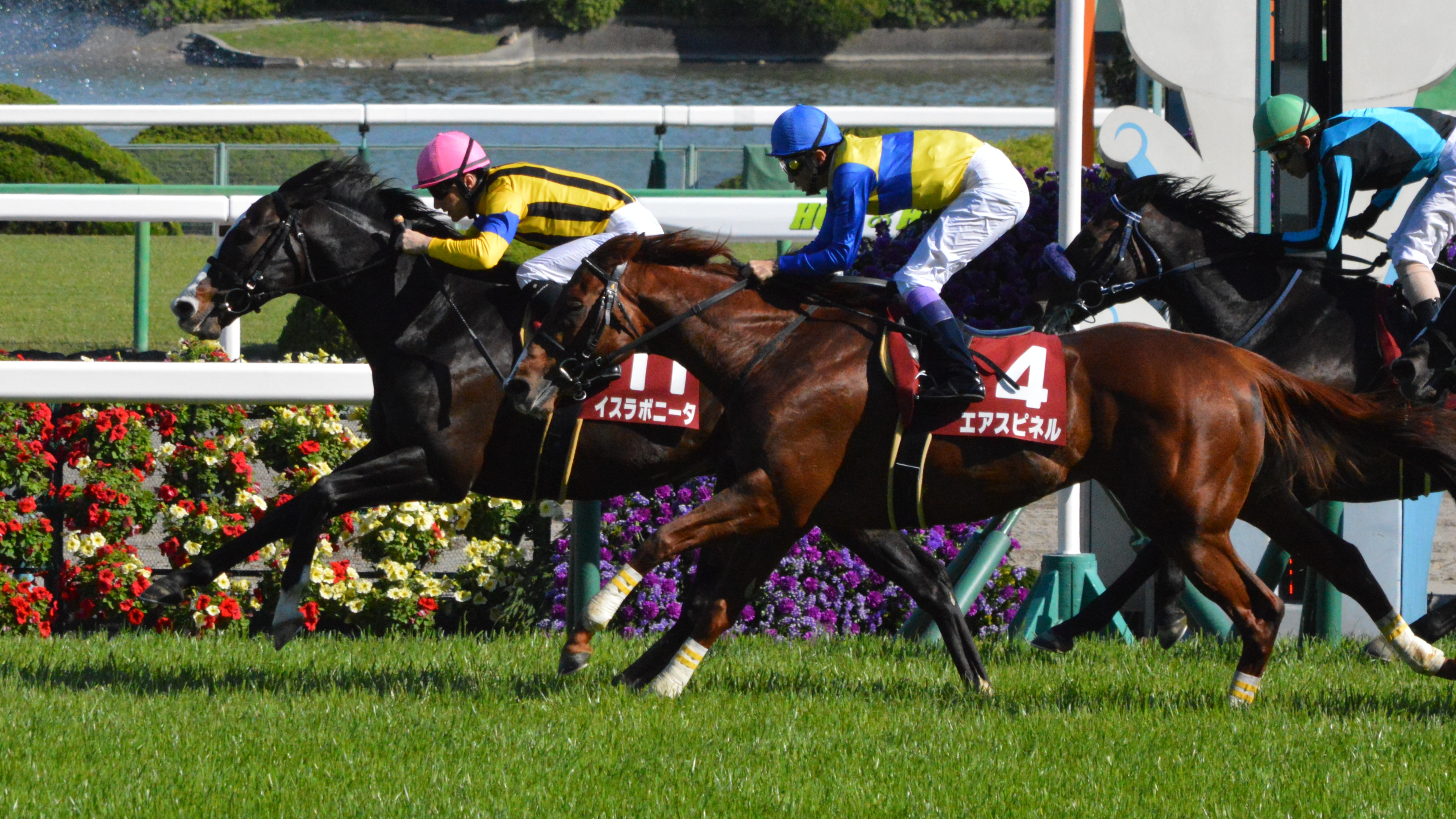
マイラーズC

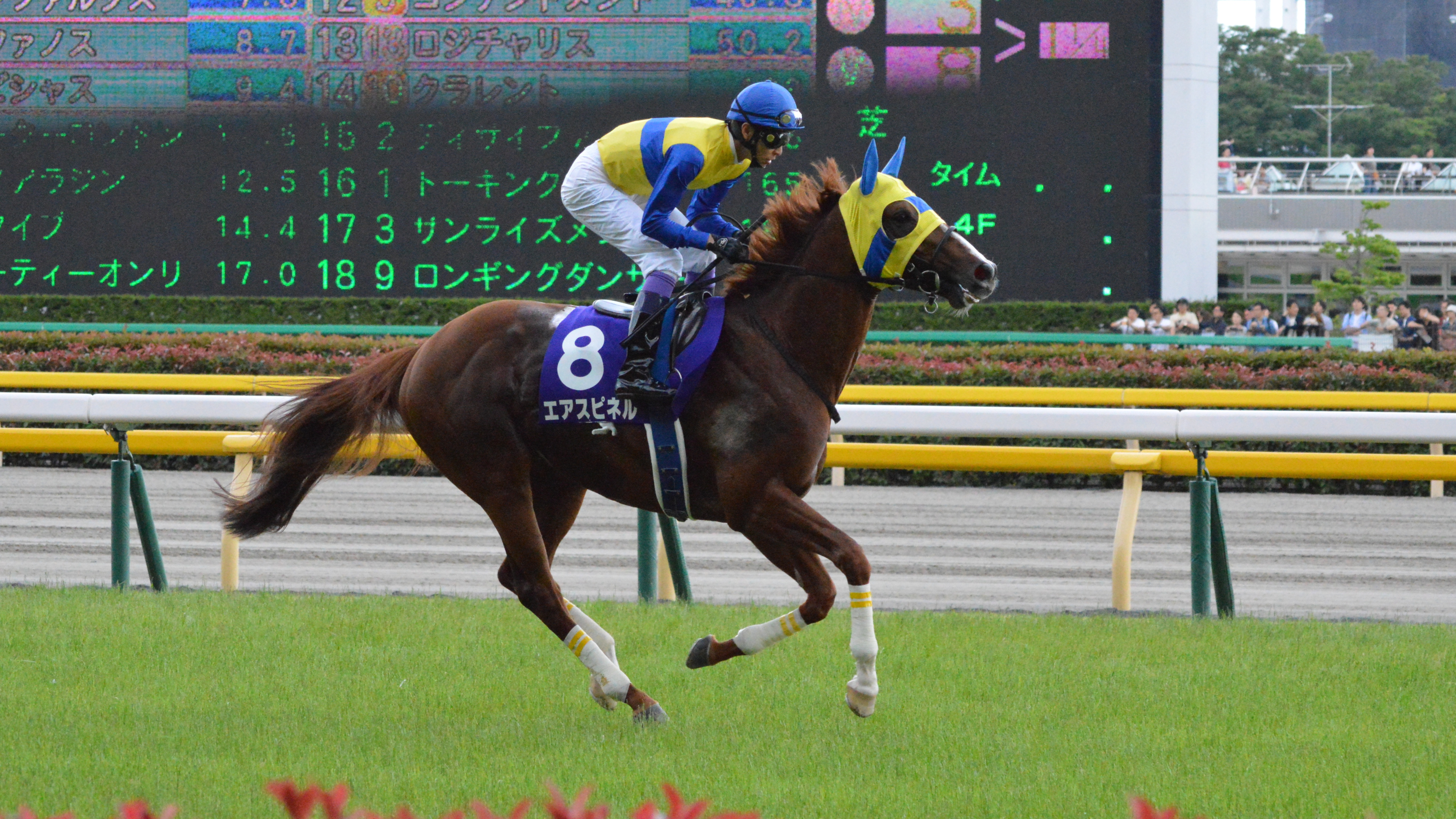
安田記念

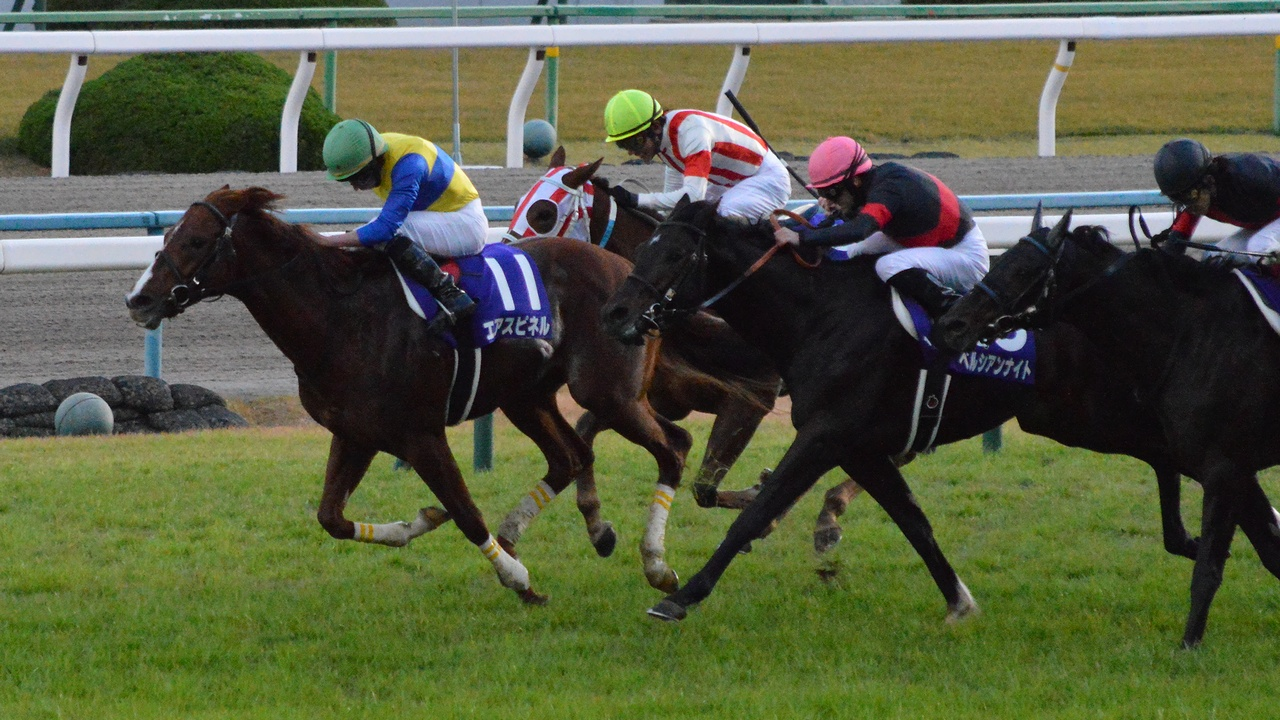
マイルCS、直線交わされるエアスピネル

年明け初戦には1月5日に行われた京都金杯（京都競馬場芝外1600m、GIII）に出走。久々のマイル戦で、前走の菊花賞から1400mもの距離短縮となったため、うまく対応できるかという不安要素はあったものの、単勝1.8倍の圧倒的な1番人気に支持された。レースでは落ち着かない面も見せたが、中団あたりで競馬を進めると最後の直線で末脚を伸ばし、同じ4歳馬のブラックスピネルに強襲されはしたものの、ハナ差、推定僅か14cm差しのいで優勝。デイリー杯2歳S以来、実に約1年2か月ぶりの勝利となった。騎乗した武は、この勝利により31年連続重賞制覇の記録を達成した。
続いてもマイル戦の東京新聞杯（東京競馬場芝1600m、GIII）に出走。10頭立てと少数頭で行われ、ここでも単勝1.8倍の1番人気に推される。レースでは、まずまずのスタートを切るとちょうど中団の5番手あたりに位置を取る。良いスタートで先頭に立った、斤量が1kg軽いブラックスピネルが前半1000?62.2秒のスローペースを作り出し、中団以下に控える馬にとって苦しい展開となった。前走とは違いなんとか折り合いをつけてレースを進めたものの、最後の直線では逃げたブラックスピネルの脚は衰えず、逆に引き離しにかかった。エアスピネルは外から差し切りを図るも、同じ4歳馬で斤量が1kg軽いプロディガルサンに競り掛けられるとそのまま交わされ、最後はブラックスピネルが逃げ切り1着、エアスピネルは3着に終わった。
東京新聞杯後は山元トレセンに短期放牧に出され、マイラーズカップから中5週のローテーションで安田記念を目指すことが発表された。
4月23日、予定通りマイラーズカップ（京都競馬場芝1600m、GII）に出走。本競走が行われる京都マイルのコースは、今まで2戦無敗、重賞2勝を挙げ得意としているコースであった。人気では2014年の皐月賞馬イスラボニータ、前走東京新聞杯で先着を許した同じく4歳馬ブラックスピネルらを抑え、混戦模様の中、3.1倍の1番人気に推される。パドックや返し馬の際はいつも通りメンコを着用していたものの、ゲート入りの前の輪乗りの段階で外し、弥生賞以来となるメンコなしでの臨戦となった。レースではややかかるそぶりを見せるも中団の外で控えて進めた。最終コーナーで外目からいい手ごたえで進出すると、最後の直線では逃げ粘るサンライズメジャーやその外から並びかけるヤングマンパワーをエアスピネルが外から交わそうと並びかけると、エアスピネルと同じく中団でレースを進めていた2番人気イスラボニータが内側から馬群の間を縫って進出し、並びかけられ、最後はイスラボニータに半馬身及ばず2着。重賞3勝目とはならなかった。
6月4日、2017年上半期の最大目標に掲げていた安田記念（東京競馬場芝1600m、GI）に出走。迎えた本番のレースでは、鞍上の武が後方からの競馬を選択し、第3コーナー付近では後方3番手まで位置取りを下げ、内側で待機した。レースは前半600mが33秒9とややハイペースで推移し、迎えた最後の直線、内側から強襲を試みるもう前の馬群が壁となり進出することができず、そのまま残り200mを通過した。しかしそこからばらけた馬群を捌いて伸びるも前には届かず、5着に敗れた。なお、勝利した7番人気サトノアラジンから2着ロゴタイプまではクビ差、そこから3着レッドファルクスまでもクビ差、さらにそこから4着グレーターロンドンまでもクビ差、更に5着エアスピネルまでもそこからクビ差で入線し、着順掲示板の着差欄は全て「クビ」が表示されるという珍事となった。レース後、武は「直線はなかなか前が開かなかった。」また、「4コーナーで前にレッドファルクスに入られたのが痛かったです。勢いがあっただけにあのワンプレーがなければ勝てていたかもしれないです。」とコメントした。
7月19日、管理調教師の笹田和秀がエアスピネルの次走を札幌記念（8月20日、札幌競馬場芝2000?、GII）にすることが発表された。だが、その鞍上はデビューから12戦手綱を執り続けてきた武豊でなく、クリストフ・ルメールになることが明らかにされた。それは武が同日に小倉競馬場で行われるメイショウカイドウの誘導馬引退式に出席することや北九州記念に騎乗するためであった。また天皇賞・秋を見据え、武は天皇賞でキタサンブラックに騎乗するため、エアスピネルには騎乗できないことから、その前哨戦である札幌記念から鞍上交代することとなった。
迎えた8月20日、皐月賞以来の2000m戦、さらに初経験の洋芝コースとなった札幌記念では、13頭立ての中8枠13番と大外枠からの発走となった。抜群のスタートを切ると、新たな鞍上のルメールが先行策を選び1番人気のヤマカツエースを見ながら3番手を外目からの追走で競馬を進めた。最終コーナーで進出し、最後の直線で一旦は先頭に並びかけるもそこから伸びあぐね、勝利した伏兵サクラアンプルールや伏兵ナリタハリケーン、更にヤマカツエースやサウンズオブアースにもかわされ5着。レース後、騎乗したルメールは「リラックスして問題なかったけど、4コーナーで反応が遅かった。止まってないけど伸びてない。距離は少し長いと思う」と2000mを敗因に挙げた。安田記念と札幌記念の2戦続けての5着を喫し、今後へ課題を残す結果となった。
その後、札幌記念の結果を受け、秋の目標を天皇賞・秋ではなくマイルチャンピオンシップ (以下マイルCS)に決定し、その前哨戦として一時はスワンステークス (10月28日、京都競馬場芝1400m、GII)への出走の可能性が示唆されていたが、最終的に富士ステークス (10月21日、東京競馬場芝1600m、GIII)への出走が決定した。また鞍上は前走札幌記念に騎乗したルメールからもともともの主戦騎手である武豊に戻ることも決定した。
10月21日、マイルCS前哨戦の富士ステークスに出走。降り続く雨の影響で、不良馬場の中開催された。単勝オッズは3.9倍ながら1番人気に推された。レースでは先頭集団に加わり、中団より前で進め、最終コーナーで早くも先頭に立つと鞍上の武がエアスピネルを馬場の中央より外に出し、ムチを2発ほど入れただけでそのままリードを保ち、追い込みを図った2着イスラボニータに2馬身差つけ快勝。京都金杯以来となる、重賞3勝目を飾るとともに、1着馬に与えられるマイルCSへの優先出走権を獲得した。レース後、
騎乗した武は「完勝でしたね。スタートが良かったし、道中も良い走りができた。道悪も苦にしませんでした。どんな距離も走るけど、マイルが一番安定している」と、道悪への適性があること、様々な距離を走る中でマイルが一番安定していることを明らかにした。また、調教師の笹田は「稍重のデイリー杯2歳ステークスを勝っているので、馬場はこなすと思っていました。ジョッキーがうまく前で競馬をしてくれたし、不利なく、スムーズな競馬ができた。強かったですね。いつもより前で競馬をしていたので、後ろから来られるんじゃないかと思ったけど、押し切ってくれました。マイル戦は競馬がしやすいし、左回りだと折り合いがつく。次はマイルチャンピオンシップに武豊騎手で行きます。ＧIを取れる力はあるので、何とかタイトルを取らせたい」と述べた。
前哨戦を快勝し、マイルチャンピオンシップ（11月19日、京都競馬場芝1600?、GI）へ向けて調整されていたエアスピネルだったが、11月8日に主戦騎手の武が調教中に落馬し負傷。右膝の内側側副靱帯損傷と診断され、エアスピネルはライアン・ムーアへの乗り替わりとなることが発表された。その理由について調教師の笹田は、「武豊騎手の怪我の状態と舞台がGIであることを考慮しオーナーサイドと最善の形を取った」と述べた。
迎えたマイルチャンピオンシップは、前日に降った雨が残り、稍重の馬場状態の中開催された。人気は前走先着したイスラボニータに次ぐ2番人気に支持された。6枠11番からスタートすると常時中団前で競馬を進め、最終コーナーにかけて徐々に進出、最後の直線では早めに抜け出して外目から先団をまとめて交わし、一気に先頭に立つとそのまま勝利するかと思われたが、後方待機から直線で馬群の間を縫って伸びてきたペルシアンナイトに強襲され、最後は首の上げ下げとなりほとんど同時に入線した。写真判定の結果ハナ差で敗れ2着。6度目の挑戦で悲願のGI制覇を僅か20cmでまたも逃してしまう結果となった。勝ったペルシアンナイトは3歳馬で、3歳馬の勝利は史上4頭目17年ぶりであった。またデムーロ自身もJRA･GI年間最多勝タイとなる6勝目を挙げた。そんな中、エアスピネルに騎乗したムーアは「反応が良すぎて、早めに抜け出してしまった」と述べた。
マイルCS後は山元トレセンへ放牧に出され、年内はレースには出走せず休養に充てることが発表された。

### 5歳（2018年）

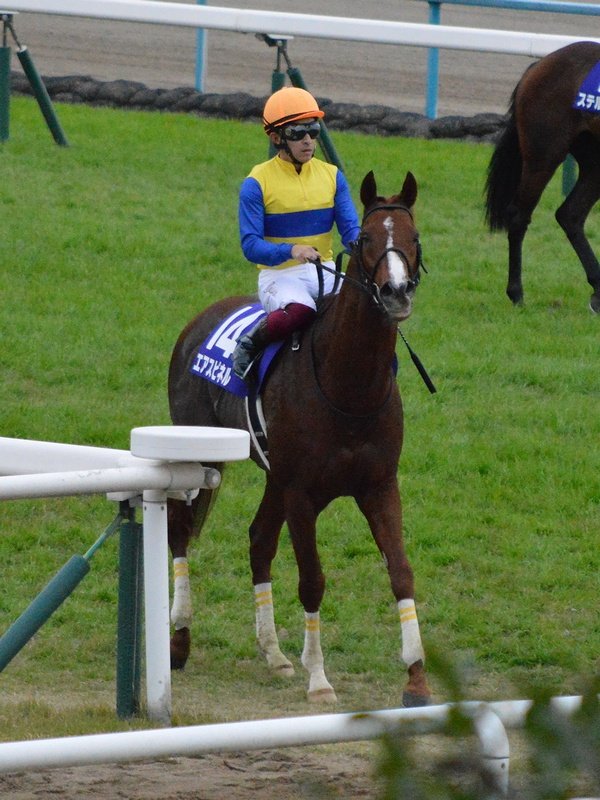
初の2桁着順に敗れたマイルCS

1月17日、エアスピネルは栗東トレーニングセンターに帰厩。調教師の笹田により、始動戦を中山記念（2月25日、中山競馬場芝1800m、GII）とし、その後マイラーズカップ（4月22日、阪神競馬場芝1600m、GII）から安田記念（6月3日、東京競馬場芝1600m、GI）での悲願のGI制覇を目指すことが発表された。また、前走マイルCSでムーアが騎乗したため鞍上に注目が集まったが、主戦騎手の武に戻ることが発表された。笹田は「去年は京都金杯から始動したけど、今年はハンデを考えて見送りました。武豊騎手とのコンビで予定しています。」とコメントした。
しかし2月14日、右前橈骨（とうこつ）に骨膜炎を発症したため中山記念を回避することが発表された。調教師の笹田は「程度としては軽いもの。大事を取って来週は見送ることにしました。」とコメントした。その後は放牧に出され、マイラーズカップで復帰する予定が発表された。
骨膜炎で中山記念を回避し、山元トレセンで手当を受けたエアスピネルであったが、4月22日、安田記念の前哨戦であるマイラーズカップ（GII）に前年同様に出走。前年のマイルCS以来5か月ぶりの実戦であったが1番人気に支持された。レースでは中団で待機すると最終コーナーで進出し、最後の直線でモズアスコットを捉えにかかるも差が縮まらず、さらに後方から前年のマイルCS3着馬サングレーザーに交わされ、一度も先頭に立つことなく3着に敗れた。サングレーザーの勝ちタイム1分31秒3はコースレコード更新となった。騎乗した武は「次はよくなる」とコメントした。
しかし5月9日、調教師の笹田により、安田記念を回避することが発表された。笹田は「今週まで楽をさせたが、疲労が抜けないため安田記念には間に合わないと判断した。今週中に山元トレセンへ放牧に出す。」また、「前走の疲労が抜けず、反動が出ている。レースまであと3週間あるが、間に合いそうにないので」と述べた。マイラーズカップから疲労回復が長引いたことによる判断であった。その後は山元トレセンに放牧に出され、復帰は秋になる見込みが発表された。
10月20日、復帰戦として富士ステークスに出走。ペルシアンナイトなどが集まり、上位6頭が1桁オッズという混戦模様の中、4.1倍の1番人気に推される。しかし、主戦騎手だった武は本競走に出走するジャンダルムに騎乗するため、福永祐一と新たなコンビを組むこととなった。レースでは、先団で競馬を進めたものの、最後の直線入り口で前の馬が壁となる。残り400mで進路を確保するも、そこから思うように伸びず、4着に敗れ、連覇はならなかった。
11月18日、マイルチャンピオンシップに出走。前年の勝ち馬ペルシアンナイトや安田記念勝ち馬モズアスコット、NHKマイルカップ勝ち馬のアエロリットやケイアイノーテックなどGI馬が7頭集まった中、エアスピネルは大きく人気を落とし、7番人気に支持される。レースでは、中団につけると3、4コーナー中間地点付近から進出を開始し、直線入り口では外から先頭集団に並びかけた。そこから先頭に立つかどうかというところでレースをするも、残り200mを切った辺りから後退し、10着という大敗を喫した。デビューから17戦連続で掲示板（5着以内）を確保してきたものの、初めてそれを外す結果となり、また初めて2桁着順を喫した。

### 6歳（2019年）
およそ8か月の長期休養を経て函館記念で復帰。重賞3勝というメンバーの中でも圧倒的なキャリアを持っていたものの、最重58kgのハンデを負ったことや本馬のここぞの時の勝負弱さが嫌われ4番人気となる。レースでは道中好位につけていたものの直線で全く伸びを欠き13着に大敗した。

### 7歳（2020年）
さらに約1年の休養を経てキャリア初のダート戦となるプロキオンステークスで復帰。評価は8番人気と高くはなかったが、レースでは中団から手応えよく伸びて、休養明けの初ダートながら2着に入った。この結果に管理する笹田調教師は 「状態が戻っていましたし、選択肢が広がりました」とコメントした。その後も引き続きダートを使われ、エルムステークスは7着に沈むも、3か月ぶりとなった武蔵野ステークスは3着と好走し改めてダートの適正があることを見せた。続くチャンピオンズカップは後方から追い込むも7着に敗れた。

### 8歳（2021年）
8歳初戦、フェブラリーステークスは9番人気と低評価ながら、中団から直線で内を突き、上がり最速の脚で追い込み勝ったカフェファラオに3/4差まで迫る2着と善戦、鞍上の鮫島克駿にとってはGI初連対となった。次走は芝のマイラーズカップに出走、8着に敗れる。再びダートに戻ったさきたま杯は一旦先頭に立つもアルクトスに半馬身交わされ2着に敗れた。その後は休養に入りマイルチャンピオンシップ南部杯で復帰、中団から内を突いたが伸びきれず6着に敗れた。続く武蔵野ステークスは5番手から前の馬が下がりポジションが下がりながらも勝ったソリストサンダーに1馬身1/4差の2着に入り、通算7度目の2着となった。続くチャンピオンズカップは9着に終わった。

### 9歳（2022年）
9歳になり、前年2着のフェブラリーステークスに出走したが9着に敗れた。
5月5日に船橋競馬場で行われたJpnIかしわ記念に出走。スタートを決めて中団でレースを進めるが、最後の直線では伸びきれずに5着に敗れた。鞍上のミルコ・デムーロは「スタートはうまく出て、いい流れで行けました。3コーナーから4コーナーで手応えが苦しくなってもよく頑張っていました」とコメントした。続くさきたま杯では中団やや後方から脚を伸ばすも4着であった。
秋に入り10月10日のマイルチャンピオンシップ南部杯は9着、11月12日の武蔵野ステークスでは10着と精彩を欠いた。その後11月23日付で競走馬登録が抹消され、引退。

### 引退後
引退後は茨城県稲敷郡阿見町のうまんまパークで乗馬となる。引退後は2025年より功労馬繋養支援事業の助成対象馬となり、引き続き同地で繋養されている。

## 競走成績
| 競走日     | 競馬場 | 競走名          | 格    | 距離（馬場）  | 頭 数 | 枠 番 | 馬 番 | オッズ （人気） | 着順 | タイム （上り3F） | 着差 | 騎手          | 斤量 [kg] | 1着馬（2着馬）         | 馬体重 [kg] | 備考      |
| ---------- | ------ | --------------- | ----- | ------------- | ----- | ----- | ----- | --------------- | ---- | ----------------- | ---- | ------------- | --------- | ---------------------- | ----------- | --------- |
| 2015.09.12 | 阪神   | 2歳新馬         |       | 芝1600m（良） | 11    | 5     | 5     | 001.90（1人）   | 01着 | R1:34.5（33.9）   | -0.3 | 0武豊         | 54        | （ハリケーンバローズ） | 480         |           |
| 0000.11.14 | 京都   | デイリー杯2歳S  | GII   | 芝1600m（稍） | 14    | 8     | 13    | 002.60（2人）   | 01着 | R1:35.9（34.0）   | -0.6 | 0武豊         | 55        | （シュウジ）           | 482         |           |
| 0000.12.20 | 阪神   | 朝日杯FS        | GI    | 芝1600m（良） | 16    | 6     | 11    | 001.50（1人）   | 02着 | R1:34.5（34.0）   | -0.1 | 0武豊         | 55        | リオンディーズ         | 484         |           |
| 2016.03.06 | 中山   | 弥生賞          | GII   | 芝2000m（良） | 12    | 4     | 4     | 004.20（3人）   | 03着 | R2:00.2（34.4）   | -0.3 | 0武豊         | 56        | マカヒキ               | 484         |           |
| 0000.04.17 | 中山   | 皐月賞          | GI    | 芝2000m（良） | 18    | 7     | 15    | 016.10（4人）   | 04着 | R1:58.4（35.5）   | -0.5 | 0武豊         | 57        | ディーマジェスティ     | 480         | [ 注 15 ] |
| 0000.05.29 | 東京   | 東京優駿        | GI    | 芝2400m（良） | 18    | 3     | 5     | 021.30（7人）   | 04着 | R2:24.4（34.0）   | -0.4 | 0武豊         | 57        | マカヒキ               | 476         |           |
| 0000.09.25 | 阪神   | 神戸新聞杯      | GII   | 芝2400m（良） | 15    | 4     | 7     | 006.70（2人）   | 05着 | R2:26.4（34.5）   | -0.7 | 0武豊         | 56        | サトノダイヤモンド     | 476         |           |
| 0000.10.23 | 京都   | 菊花賞          | GI    | 芝3000m（良） | 18    | 7     | 13    | 020.50（6人）   | 03着 | R3:03.7（34.6）   | -0.4 | 0武豊         | 57        | サトノダイヤモンド     | 478         |           |
| 2017.01.05 | 京都   | 京都金杯        | GIII  | 芝1600m（良） | 18    | 3     | 6     | 001.80（1人）   | 01着 | R1:32.8（34.9）   | -0.0 | 0武豊         | 56.5      | （ブラックスピネル）   | 480         |           |
| 0000.02.05 | 東京   | 東京新聞杯      | GIII  | 芝1600m（良） | 10    | 7     | 7     | 001.80（1人）   | 03着 | R1:35.0（32.3）   | -0.1 | 0武豊         | 57        | ブラックスピネル       | 484         |           |
| 0000.04.23 | 京都   | マイラーズC     | GII   | 芝1600m（良） | 11    | 4     | 4     | 003.10（1人）   | 02着 | R1:32.3（32.9）   | -0.1 | 0武豊         | 56        | イスラボニータ         | 484         |           |
| 0000.06.04 | 東京   | 安田記念        | GI    | 芝1600m（良） | 18    | 4     | 8     | 005.90（2人）   | 05着 | R1:31.7（33.9）   | -0.2 | 0武豊         | 58        | サトノアラジン         | 476         |           |
| 0000.08.20 | 札幌   | 札幌記念        | GII   | 芝2000m（良） | 13    | 8     | 13    | 003.80（2人）   | 05着 | R2:00.8（35.7）   | -0.4 | 0C.ルメール   | 57        | サクラアンプルール     | 480         |           |
| 0000.10.21 | 東京   | 富士S           | GIII  | 芝1600m（不） | 15    | 4     | 6     | 003.90（1人）   | 01着 | R1:34.8（35.0）   | -0.3 | 0武豊         | 57        | （イスラボニータ）     | 476         |           |
| 0000.11.19 | 京都   | マイルCS        | GI    | 芝1600m（稍） | 18    | 6     | 11    | 004.20（2人）   | 02着 | R1:33.8（34.6）   | -0.0 | 0R.ムーア     | 57        | ペルシアンナイト       | 480         |           |
| 2018.04.22 | 京都   | マイラーズC     | GII   | 芝1600m（良） | 14    | 3     | 4     | 002.90（1人）   | 03着 | R1:31.6（33.9）   | -0.3 | 0武豊         | 56        | サングレーザー         | 478         |           |
| 0000.10.20 | 東京   | 富士S           | GIII  | 芝1600m（良） | 18    | 3     | 6     | 004.10（1人）   | 04着 | R1:32.1（33.9）   | -0.3 | 0福永祐一     | 57        | ロジクライ             | 478         |           |
| 0000.11.18 | 京都   | マイルCS        | GI    | 芝1600m（良） | 18    | 7     | 14    | 016.10（7人）   | 10着 | R1:33.7（34.1）   | -0.4 | 0福永祐一     | 57        | ステルヴィオ           | 476         |           |
| 2019.07.14 | 函館   | 函館記念        | GIII  | 芝2000m（良） | 16    | 8     | 16    | 007.00（4人）   | 13着 | R2:01.1（36.2）   | -1.5 | 0福永祐一     | 58        | マイスタイル           | 486         |           |
| 2020.07.12 | 阪神   | プロキオンS     | GIII  | ダ1400m（稍） | 16    | 6     | 11    | 021.70（8人）   | 02着 | R1:22.1（35.3）   | -0.3 | 0鮫島克駿     | 56        | サンライズノヴァ       | 488         |           |
| 0000.08.09 | 札幌   | エルムS         | GIII  | ダ1700m（良） | 14    | 2     | 2     | 006.30（3人）   | 07着 | R1:44.1（36.5）   | -0.7 | 0武豊         | 56        | タイムフライヤー       | 488         |           |
| 0000.11.14 | 東京   | 武蔵野S         | GIII  | ダ1600m（良） | 16    | 4     | 7     | 018.00（8人）   | 03着 | R1:35.3（36.1）   | -0.3 | 0三浦皇成     | 56        | サンライズノヴァ       | 494         |           |
| 0000.12.06 | 中京   | チャンピオンズC | GI    | ダ1800m（良） | 16    | 3     | 6     | 091.0（12人）   | 07着 | R1:50.2（36.6）   | -0.9 | 0福永祐一     | 57        | チュウワウィザード     | 492         |           |
| 2021.02.21 | 東京   | フェブラリーS   | GI    | ダ1600m（良） | 16    | 5     | 10    | 028.00（9人）   | 02着 | R1:34.5（35.2）   | -0.1 | 0鮫島克駿     | 57        | カフェファラオ         | 488         |           |
| 0000.04.25 | 阪神   | マイラーズC     | GII   | 芝1600m（良） | 15    | 1     | 2     | 007.10（4人）   | 08着 | R1:31.9（34.2）   | -0.5 | 0鮫島克駿     | 56        | ケイデンスコール       | 488         |           |
| 0000.06.03 | 浦和   | さきたま杯      | JpnII | ダ1400m（良） | 12    | 2     | 2     | 003.90（2人）   | 02着 | R1:25.0（36.8）   | -0.1 | 0鮫島克駿     | 56        | アルクトス             | 479         |           |
| 0000.10.11 | 盛岡   | MCS南部杯       | JpnI  | ダ1600m（不） | 16    | 7     | 13    | 004.90（3人）   | 06着 | R1:35.9（36.2）   | -0.6 | 0鮫島克駿     | 57        | アルクトス             | 481         |           |
| 0000.11.13 | 東京   | 武蔵野S         | GIII  | ダ1600m（稍） | 16    | 7     | 14    | 006.40（2人）   | 02着 | R1:35.2（36.5）   | -0.2 | 0田辺裕信     | 56        | ソリストサンダー       | 482         |           |
| 0000.12.05 | 中京   | チャンピオンズC | GI    | ダ1800m（良） | 16    | 3     | 5     | 043.3（11人）   | 09着 | R1:51.4（37.1）   | -1.7 | 0藤岡康太     | 57        | テーオーケインズ       | 486         |           |
| 2022.02.20 | 東京   | フェブラリーS   | GI    | ダ1600m（重） | 16    | 8     | 16    | 017.90（8人）   | 09着 | R1:35.0（34.9）   | -1.2 | 0M.デムーロ   | 57        | カフェファラオ         | 490         |           |
| 0000.05.05 | 船橋   | かしわ記念      | JpnI  | ダ1600m（稍） | 14    | 8     | 13    | 019.80（6人）   | 05着 | R1:41.0（40.0）   | -2.1 | 0M.デムーロ   | 57        | ショウナンナデシコ     | 484         |           |
| 0000.06.01 | 浦和   | さきたま杯      | JpnII | ダ1400m（良） | 11    | 6     | 7     | 008.30（4人）   | 04着 | R1:25.5（36.1）   | -0.2 | 0M.デムーロ   | 56        | サルサディオーネ       | 483         |           |
| 0000.10.10 | 盛岡   | MCS南部杯       | JpnI  | ダ1600m（不） | 16    | 8     | 16    | 038.60（7人）   | 09着 | R1:36.6（38.2）   | -2.0 | 0富田暁       | 57        | カフェファラオ         | 477         |           |
| 0000.11.12 | 東京   | 武蔵野S         | GIII  | ダ1600m（良） | 16    | 3     | 6     | 050.7（11人）   | 10着 | R1:36.9（35.8）   | -1.3 | 0T.マーカンド | 56        | ギルデッドミラー       | 488         |           |

- 出典：“競走成績：全競走成績｜エアスピネル”. JBISサーチ.  公益社団法人日本軽種馬協会. 2022年11月13日閲覧。およびnetkeiba.com(ID:2013105399)

## 血統

### 血統背景
父はNHKマイルカップをレースレコードで、東京優駿（日本ダービー）をコースレコードで勝利し、いわゆる「変則二冠」を達成したキングカメハメハ、母は秋華賞の勝ち馬であるエアメサイア。エアメサイアの祖母のアイドリームドアドリームは、クラシック二冠馬エアシャカール（父サンデーサイレンス）やクイーンSの勝ち馬で優駿牝馬（オークス）2着などの成績を残したエアデジャヴー（父ノーザンテースト）、後述のエアラグーンなどを輩出した。そしてそのエアデジャヴーがエアメサイアの母である。エアデジャヴーはエアメサイアの他にAJCC勝ち馬エアシェイディなどを輩出、本馬はエアメサイアの全兄にあたる（エアメサイアもエアシェイディも父サンデーサイレンス）。またエアラグーンは毎日王冠や鳴尾記念などの勝ち馬エアソミュールを輩出している。エアスピネルの全弟にはチャレンジカップ勝ち馬エアウィンザーがいる。
エアスピネルの母方の近親馬（主な馬のみ掲載）
アイドリームドアドリーム（1987・父Well Decorated）[牝]
｜エアデジャヴー（1995・父ノーザンテースト）[牝]
｜｜エアシェイディ（2001・父サンデーサイレンス）[牡]
｜｜エアメサイア（2002・父サンデーサイレンス）[牝]
｜｜｜エアスピネル（2013・父キングカメハメハ）[牡]
｜｜｜エアウィンザー（2014・父キングカメハメハ）[牡→騸]
｜エアシャカール（1997・父サンデーサイレンス）[牡]
｜エアラグーン（1998・父サンデーサイレンス）[牝]
｜｜エアソミュール（2009・父ジャングルポケット）[牡]
また、エアスピネルはNorthern Dancer（以下ND）の5×5×4のインブリードを持つ（父キングカメハメハはNDの4×4のインブリードを持つ）。

### 血統表
| エアスピネルの血統            | エアスピネルの血統                    | エアスピネルの血統                  | （血統表の出典）                   | （血統表の出典）  |
| 父系                          | ミスタープロスペクター系              | ミスタープロスペクター系            | ミスタープロスペクター系           |                   |
| 父 キングカメハメハ 2001 鹿毛 | 父の父Kingmambo 1990 鹿毛             | Mr. Prospector 1970 鹿毛            | Raise a Native                     | Raise a Native    |
| 父 キングカメハメハ 2001 鹿毛 | 父の父Kingmambo 1990 鹿毛             | Mr. Prospector 1970 鹿毛            | Gold Digger                        |                   |
| 父 キングカメハメハ 2001 鹿毛 | 父の父Kingmambo 1990 鹿毛             | Miesque 1984 鹿毛                   | Nureyev                            | Nureyev           |
| 父 キングカメハメハ 2001 鹿毛 | 父の父Kingmambo 1990 鹿毛             | Miesque 1984 鹿毛                   | Pasadoble                          |                   |
| 父 キングカメハメハ 2001 鹿毛 | 父の母*マンファス 1991 黒鹿毛         | *ラストタイクーン 1983 黒鹿毛       | *トライマイベスト                  | *トライマイベスト |
| 父 キングカメハメハ 2001 鹿毛 | 父の母*マンファス 1991 黒鹿毛         | *ラストタイクーン 1983 黒鹿毛       | Mill Princess                      |                   |
| 父 キングカメハメハ 2001 鹿毛 | 父の母*マンファス 1991 黒鹿毛         | Pilot Bird 1983                     | Blakeney                           | Blakeney          |
| 父 キングカメハメハ 2001 鹿毛 | 父の母*マンファス 1991 黒鹿毛         | Pilot Bird 1983                     | The Dancer                         |                   |
| 母 エアメサイア 2002 鹿毛     | 母の父*サンデーサイレンス 1986 青鹿毛 | Halo 1969                           | Hail to Reason                     | Hail to Reason    |
| 母 エアメサイア 2002 鹿毛     | 母の父*サンデーサイレンス 1986 青鹿毛 | Halo 1969                           | Cosmah                             |                   |
| 母 エアメサイア 2002 鹿毛     | 母の父*サンデーサイレンス 1986 青鹿毛 | Wishing Well 1975                   | Understanding                      | Understanding     |
| 母 エアメサイア 2002 鹿毛     | 母の父*サンデーサイレンス 1986 青鹿毛 | Wishing Well 1975                   | Mountain Flower                    |                   |
| 母 エアメサイア 2002 鹿毛     | 母の母エアデジャヴー 1995 鹿毛        | *ノーザンテースト 1971 栗毛         | Northern Dancer                    | Northern Dancer   |
| 母 エアメサイア 2002 鹿毛     | 母の母エアデジャヴー 1995 鹿毛        | *ノーザンテースト 1971 栗毛         | Lady Victoria                      |                   |
| 母 エアメサイア 2002 鹿毛     | 母の母エアデジャヴー 1995 鹿毛        | *アイドリームドアドリーム 1987 鹿毛 | Well Decorated                     | Well Decorated    |
| 母 エアメサイア 2002 鹿毛     | 母の母エアデジャヴー 1995 鹿毛        | *アイドリームドアドリーム 1987 鹿毛 | Hidden Trail                       |                   |
| 母系(F-No.)                   | アイドリームドアドリーム系(FN:4-r)    | アイドリームドアドリーム系(FN:4-r)  | アイドリームドアドリーム系(FN:4-r) | [ § 2 ]           |
| 5代内の近親交配               | Northern Dancer 5・5×4                | Northern Dancer 5・5×4              | Northern Dancer 5・5×4             | [ § 3 ]           |
| 出典                          | 1. 2. 3.                              | 1. 2. 3.                            | 1. 2. 3.                           | 1. 2. 3.          |